# Miami Open 2019 - Qualificazioni singolare maschile
Le qualificazioni del singolare maschile del Miami Open 2019 sono state un torneo di tennis preliminare per accedere alla fase finale della manifestazione. I vincitori dell'ultimo turno sono entrati di diritto nel tabellone principale. In caso di ritiro di uno o più giocatori aventi diritto a questi sono subentrati i lucky loser, ossia i giocatori che hanno perso nell'ultimo turno ma che avevano una classifica più alta rispetto agli altri partecipanti che avevano comunque perso nel turno finale.

## Teste di serie
1. Radu Albot (qualificato)
2. Félix Auger-Aliassime (qualificato)
3. Reilly Opelka (qualificato)
4. Mackenzie McDonald (ultimo turno, Lucky loser)
5. Juan Ignacio Londero (primo turno)
6. Cristian Garín (primo turno)
7. Pablo Cuevas (qualificato)
8. Hugo Dellien (primo turno)
9. Lloyd Harris (ultimo turno, Lucky loser)
10. Casper Ruud (qualificato)
11. Ričardas Berankis (primo turno)
12. Prajnesh Gunneswaran (qualificato)

1. Daniel Evans (ultimo turno, Lucky loser)
2. Denis Istomin (ultimo turno, ritirato)
3. Andrey Rublev (qualificato)
4. Ryan Harrison (primo turno)
5. Paolo Lorenzi (ultimo turno)
6. Lorenzo Sonego (qualificato)
7. Marcel Granollers (ultimo turno)
8. Jozef Kovalík (primo turno)
9. Elias Ymer (primo turno)
10. Jo-Wilfried Tsonga (ultimo turno)
11. Thiago Monteiro (qualificato)
12. Evgeny Donskoy (ultimo turno)

## Qualificati
1. Radu Albot
2. Félix Auger-Aliassime
3. Reilly Opelka
4. Lorenzo Sonego
5. Lukáš Lacko
6. Andrey Rublev

1. Pablo Cuevas
2. Mikael Ymer
3. Thiago Monteiro
4. Casper Ruud
5. Alexander Bublik
6. Prajnesh Gunneswaran

### Lucky loser
1. Mackenzie McDonald
2. Daniel Evans

1. Lloyd Harris

## Tabellone

### Legenda
| - Q = Qualificato - WC = Wild card - LL = Lucky loser | - ALT = Alternate - SE = Special Exempt - PR = Protected Ranking | - w/o = Walkover - r = Ritirato - d = Squalificato |

### Sezione 1
|  | Primo turno | Primo turno      | Primo turno      | Primo turno | Primo turno |  |  | Ultimo turno | Ultimo turno     | Ultimo turno     | Ultimo turno | Ultimo turno |  |
|  |             |                  |                  |             |             |  |  |              |                  |                  |              |              |  |
|  | 1           | Radu Albot       | Radu Albot       | 7           | 6           |  |  |              |                  |                  |              |              |  |
|  |             | Gianluigi Quinzi | Gianluigi Quinzi | 65          | 0           |  |  | 1            | Radu Albot       | Radu Albot       | 6            | 7            |  |
|  |             | Mitchell Krueger | 65               | 6           | 6           |  |  |              | Mitchell Krueger | Mitchell Krueger | 3            | 5            |  |
|  | 21          | Elias Ymer       | 7                | 0           | 4           |  |  |              |                  |                  |              |              |  |

### Sezione 2
|  | Primo turno | Primo turno           | Primo turno | Primo turno | Primo turno |  |  | Ultimo turno | Ultimo turno          | Ultimo turno          | Ultimo turno | Ultimo turno |  |
|  |             |                       |             |             |             |  |  |              |                       |                       |              |              |  |
|  | 2           | Félix Auger-Aliassime | 4           | 6           | 6           |  |  |              |                       |                       |              |              |  |
|  |             | Luca Vanni            | 6           | 4           | 1           |  |  | 2            | Félix Auger-Aliassime | Félix Auger-Aliassime | 7            | 6            |  |
|  |             | Ruben Bemelmans       | 5           | 6           | 65          |  |  | 17           | Paolo Lorenzi         | Paolo Lorenzi         | 6(1)         | 2            |  |
|  | 17          | Paolo Lorenzi         | 7           | 3           | 7           |  |  |              |                       |                       |              |              |  |

### Sezione 3
|  | Primo turno | Primo turno       | Primo turno       | Primo turno | Primo turno |  |  | Ultimo turno | Ultimo turno      | Ultimo turno      | Ultimo turno | Ultimo turno |  |
|  |             |                   |                   |             |             |  |  |              |                   |                   |              |              |  |
|  | 3/WC        | Reilly Opelka     | Reilly Opelka     | 7           | 7           |  |  |              |                   |                   |              |              |  |
|  |             | Henri Laaksonen   | Henri Laaksonen   | 67          | 63          |  |  | 3/WC         | Reilly Opelka     | Reilly Opelka     | 6            | 7            |  |
|  | WC          | Zane Khan         | Zane Khan         | 2           | 3           |  |  | 19           | Marcel Granollers | Marcel Granollers | 3            | 64           |  |
|  | 19          | Marcel Granollers | Marcel Granollers | 6           | 6           |  |  |              |                   |                   |              |              |  |

### Sezione 4
|  | Primo turno | Primo turno         | Primo turno         | Primo turno | Primo turno |  |  | Ultimo turno | Ultimo turno       | Ultimo turno       | Ultimo turno | Ultimo turno |  |
|  |             |                     |                     |             |             |  |  |              |                    |                    |              |              |  |
|  | 4           | Mackenzie McDonald  | Mackenzie McDonald  | 7           | 7           |  |  |              |                    |                    |              |              |  |
|  |             | Peter Polansky      | Peter Polansky      | 64          | 5           |  |  | 4            | Mackenzie McDonald | Mackenzie McDonald | 5            | 4            |  |
|  |             | Ramkumar Ramanathan | Ramkumar Ramanathan | 4           | 1           |  |  | 18           | Lorenzo Sonego     | Lorenzo Sonego     | 7            | 6            |  |
|  | 18          | Lorenzo Sonego      | Lorenzo Sonego      | 6           | 6           |  |  |              |                    |                    |              |              |  |

### Sezione 5
|  | Primo turno | Primo turno          | Primo turno          | Primo turno | Primo turno |  |  | Ultimo turno | Ultimo turno  | Ultimo turno  | Ultimo turno  | Ultimo turno |  |
|  |             |                      |                      |             |             |  |  |              |               |               |               |              |  |
|  | 5           | Juan Ignacio Londero | Juan Ignacio Londero | 4           | 1           |  |  |              |               |               |               |              |  |
|  |             | Lukáš Lacko          | Lukáš Lacko          | 6           | 6           |  |  |              | Lukáš Lacko   | Lukáš Lacko   | Lukáš Lacko   | w/o          |  |
|  |             | Darian King          | 4                    | 6           | 63          |  |  | 14           | Denis Istomin | Denis Istomin | Denis Istomin |              |  |
|  | 14          | Denis Istomin        | 6                    | 3           | 7           |  |  |              |               |               |               |              |  |

### Sezione 6
|  | Primo turno | Primo turno      | Primo turno     | Primo turno | Primo turno |  |  | Ultimo turno | Ultimo turno     | Ultimo turno     | Ultimo turno | Ultimo turno |  |
|  |             |                  |                 |             |             |  |  |              |                  |                  |              |              |  |
|  | 6           | Cristian Garín   | 6               | 62          | 1           |  |  |              |                  |                  |              |              |  |
|  |             | Bjorn Fratangelo | 4               | 7           | 6           |  |  |              | Bjorn Fratangelo | Bjorn Fratangelo | 4            | 4            |  |
|  |             | Jared Donaldson  | Jared Donaldson | 2           | 3           |  |  | 15           | Andrey Rublev    | Andrey Rublev    | 6            | 6            |  |
|  | 15          | Andrey Rublev    | Andrey Rublev   | 6           | 6           |  |  |              |                  |                  |              |              |  |

### Sezione 7
|  | Primo turno | Primo turno        | Primo turno        | Primo turno | Primo turno |  |  | Ultimo turno | Ultimo turno       | Ultimo turno       | Ultimo turno | Ultimo turno |  |
|  |             |                    |                    |             |             |  |  |              |                    |                    |              |              |  |
|  | 7           | Pablo Cuevas       | 2                  | 6           | 6           |  |  |              |                    |                    |              |              |  |
|  |             | Jahor Herasimaŭ    | 6                  | 4           | 2           |  |  | 7            | Pablo Cuevas       | Pablo Cuevas       | 6            | 6            |  |
|  |             | Lukáš Rosol        | Lukáš Rosol        | 3           | 4           |  |  | 22/WC        | Jo-Wilfried Tsonga | Jo-Wilfried Tsonga | 4            | 4            |  |
|  | 22/WC       | Jo-Wilfried Tsonga | Jo-Wilfried Tsonga | 6           | 6           |  |  |              |                    |                    |              |              |  |

### Sezione 8
|  | Primo turno | Primo turno   | Primo turno   | Primo turno | Primo turno |  |  | Ultimo turno | Ultimo turno | Ultimo turno | Ultimo turno | Ultimo turno |  |
|  |             |               |               |             |             |  |  |              |              |              |              |              |  |
|  | 8           | Hugo Dellien  | Hugo Dellien  | 3           | 2           |  |  |              |              |              |              |              |  |
|  |             | Noah Rubin    | Noah Rubin    | 6           | 6           |  |  |              | Noah Rubin   | 4            | 7            | 2            |  |
|  | WC          | Mikael Ymer   | Mikael Ymer   | 6           | 6           |  |  | WC           | Mikael Ymer  | 6            | 5            | 6            |  |
|  | 16          | Ryan Harrison | Ryan Harrison | 1           | 3           |  |  |              |              |              |              |              |  |

### Sezione 9
|  | Primo turno | Primo turno     | Primo turno    | Primo turno | Primo turno |  |  | Ultimo turno | Ultimo turno    | Ultimo turno    | Ultimo turno | Ultimo turno |  |
|  |             |                 |                |             |             |  |  |              |                 |                 |              |              |  |
|  | 9           | Lloyd Harris    | Lloyd Harris   | 6           | 6           |  |  |              |                 |                 |              |              |  |
|  |             | Alexei Popyrin  | Alexei Popyrin | 4           | 2           |  |  | 9            | Lloyd Harris    | Lloyd Harris    | 65           | 62           |  |
|  |             | Kamil Majchrzak | 6              | 64          | 2           |  |  | 23           | Thiago Monteiro | Thiago Monteiro | 7            | 7            |  |
|  | 23          | Thiago Monteiro | 2              | 7           | 6           |  |  |              |                 |                 |              |              |  |

### Sezione 10
|  | Primo turno | Primo turno    | Primo turno    | Primo turno | Primo turno |  |  | Ultimo turno | Ultimo turno   | Ultimo turno | Ultimo turno | Ultimo turno |  |
|  |             |                |                |             |             |  |  |              |                |              |              |              |  |
|  | 10          | Casper Ruud    | Casper Ruud    | 7           | 7           |  |  |              |                |              |              |              |  |
|  |             | Jason Jung     | Jason Jung     | 64          | 5           |  |  | 10           | Casper Ruud    | 62           | 6            | 6            |  |
|  |             | Alex Bolt      | Alex Bolt      | 67          | 3           |  |  | 24           | Evgeny Donskoy | 7            | 2            | 2            |  |
|  | 24          | Evgeny Donskoy | Evgeny Donskoy | 7           | 6           |  |  |              |                |              |              |              |  |

### Sezione 11
|  | Primo turno | Primo turno       | Primo turno       | Primo turno | Primo turno |  |  | Ultimo turno | Ultimo turno     | Ultimo turno     | Ultimo turno | Ultimo turno |  |
|  |             |                   |                   |             |             |  |  |              |                  |                  |              |              |  |
|  | 11          | Ričardas Berankis | Ričardas Berankis | 5           | 2           |  |  |              |                  |                  |              |              |  |
|  |             | Alexander Bublik  | Alexander Bublik  | 7           | 6           |  |  |              | Alexander Bublik | Alexander Bublik | 6            | 6            |  |
|  |             | Tatsuma Itō       | Tatsuma Itō       | 5           | 1           |  |  | 13           | Daniel Evans     | Daniel Evans     | 4            | 4            |  |
|  | 13          | Daniel Evans      | Daniel Evans      | 7           | 6           |  |  |              |                  |                  |              |              |  |

### Sezione 12
|  | Primo turno | Primo turno              | Primo turno              | Primo turno | Primo turno |  |  | Ultimo turno | Ultimo turno         | Ultimo turno         | Ultimo turno | Ultimo turno |  |
|  |             |                          |                          |             |             |  |  |              |                      |                      |              |              |  |
|  | 12          | Prajnesh Gunneswaran     | Prajnesh Gunneswaran     | 6           | 6           |  |  |              |                      |                      |              |              |  |
|  |             | Adrián Menéndez Maceiras | Adrián Menéndez Maceiras | 2           | 4           |  |  | 12           | Prajnesh Gunneswaran | Prajnesh Gunneswaran | 6            | 6            |  |
|  | WC          | Jay Clarke               | Jay Clarke               | 6           | 6           |  |  | WC           | Jay Clarke           | Jay Clarke           | 4            | 4            |  |
|  | 20          | Jozef Kovalík            | Jozef Kovalík            | 2           | 3           |  |  |              |                      |                      |              |              |  |